# أنوراغ أغراوال
أنوراغ أغراوال (من مواليد 1972) هو عالم هندي في طب الرئة ، وباحث طبي، وعميد كلية تريفيدي للعلوم البيولوجية في جامعة أشوكا ، والمدير السابق لمعهد علم الجينوم والبيولوجيا التكاملية (CSIR) . عُرِف أغراوال بدراساته حول الأمراض الرئوية ، وكان أحد كبار العلماء في قسم التكنولوجيا الحيوية و صندوق ويلكوم . تم منحه من قبل مجلس البحوث العلمية والصناعية و الوكالة العليا للبحث العلمي التابعة لحكومة الهند جائزة شانتي سواروب بهاتناغار للعلوم والتكنولوجيا ، وهي إحدى أعلى الجوائز العلمية الهندية لمساهماته في العلوم الطبية في عام 2014. وحصل أيضًا على الجائزة الوطنية للعلوم البيولوجية للتطوير الوظيفي لقسم التكنولوجيا الحيوية في عام 2015 كما حصل على جائزة من مؤسسة صن فارما للعلوم لعام 2020 في العلوم الطبية (البحث السريري).

## سيرة ذاتية

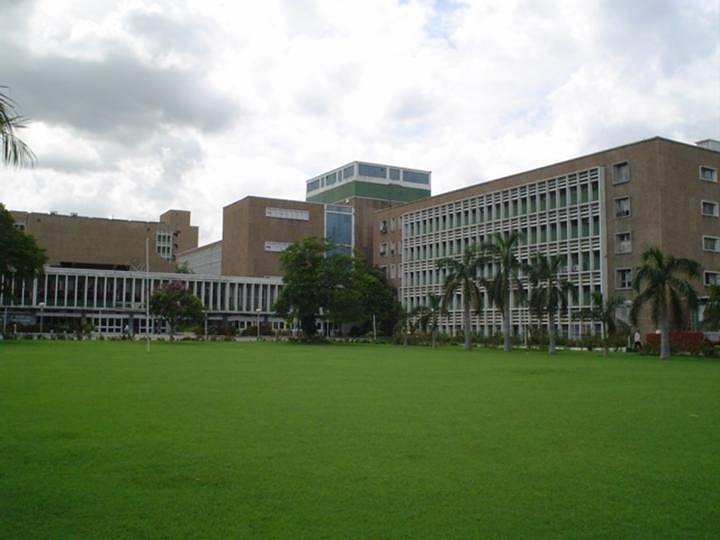
AIIMS Delhi

انضم أنوراغ أغراوال إلى معهد عموم الهند للعلوم الطبية في دلهي في عام 1989 وحصل على بكالوريوس الطب والجراحة، ثم انتقل بعد ذلك إلى الولايات المتحدة الأمريكية للإقامة في كلية بايلور للطب حيث عمل أيضًا في قسم أمراض الرئة والرعاية الحرجة برتبة أستاذ مساعد. في عام 2004، أكمل دراسة الدكتوراه في معهد Vallabhbhai Patel Chest Institute بجامعة دلهي حيث حصل على درجة الدكتوراه في عام 2007. وبعد ذلك، انضم إلى معهد علم الجينوم والبيولوجيا التكاملية (IGIB) التابع لمجلس البحث العلمي والصناعي وشغل منصب المدير. وفي عام 2022، انضم إلى جامعة أشوكا كعميدٍ للعلوم البيولوجية والأبحاث الصحية، ورئيسًا لكلية تريفيدي للعلوم البيولوجية .
تغطي أبحاث أغراوال مجالات أمراض الرئة والربو والمشاكل الوظيفية المتعلقة بالميتوكوندريا ويُنسب إليه الفضل في إنشاء رابط وظيفي بين الأمراض الثلاثة، وبالتالي توضيح كيف قامت الخلايا الجذعية بإعطاء الميتوكوندريا إلى خلايا الرئة البشرية التي أصبحت مختلة وظيفيا. . وهو يشارك في ترجمة أبحاث حول العديد من الاضطرابات مثل السمنة والربو والسكري . أدى اهتمامه بتفاعل التقنيات الناشئة مثل علم الجينوم والذكاء الاصطناعي مع علم الأحياء والطب إلى عمله كرئيس مشارك للجنة لانسيت وفايننشال تايمز المهتمة بإدارة مستقبل الصحة 2030 بالإضافة إلى عمله كعضو في المجموعة الفرعية "الذكاء الاصطناعي المسؤول" الشراكة العالمية للذكاء الاصطناعي (GPAI). خلال جائحة كوفيد-19، كان يقود عملية اكتشاف المتحور دلتا، وعمل كرئيس مشارك للمجموعة الاستشارية الفنية لمنظمة الصحة العالمية لدراسة تطور فيروس كورونا وأيضًا كعضو في مشروع مسببات الأمراض في نشرة علماء الذرة. .

## الجوائز والتكريمات
حصل أغراوال على جائزة ليدي تاتا للباحث الشاب في عام 2010،  وهو نفس العام الذي تم فيه اختياره لزمالة سوارناجايانثي في قسم التكنولوجيا الحيوية. قام مجلس البحوث العلمية والصناعية بإهدائه جائزة شانتي سواروب بهاتناغار ، وهي إحدى أعلى وأرفع الجوائز العلمية الهندية في عام 2014. وبعد سنة، حاز على الجائزة الوطنية للعلوم البيولوجية للتطوير الوظيفي لعام 2015. وكما أنه أيضًا حصل على الزمالة العليا من صندوق ويلكوم وقسم التكنولوجيا الحيوية و India Alliance. حاز على جائزة مؤسسة صن فارما للعلوم لعام 2020 في العلوم الطبية (البحث السريري). وهو زميل في أكاديميات العلوم الوطنية الثلاث والأكاديمية الوطنية للعلوم الطبية.